# Beilschmiedia pahangensis
Beilschmiedia pahangensis är en lagerväxtart som beskrevs av James Sykes Gamble. Beilschmiedia pahangensis ingår i släktet Beilschmiedia och familjen lagerväxter. Inga underarter finns listade i Catalogue of Life.